# Национальный парк Блу-Лагун
Национальный парк Блу-Лагун (англ. Blue Lagoon National Park) — небольшой национальный парк, расположенный в северной части низины Kafue Центральная провинция, Замбия. Располагается в 149 км от столицы страны Лусаки. Площадь парка 450 км².
Северная часть парка расположена в экологическом регионе Zambezian and Mopane woodlands, южная часть в экологическом регионе Замбезийские заливные луга (Zambezian flooded grasslands). На лугах пасутся стада личи, зебр, ситатунга и буйволов. В парке обитает свыше 400 видов птиц, из них 60 водных видов.

## Туризм

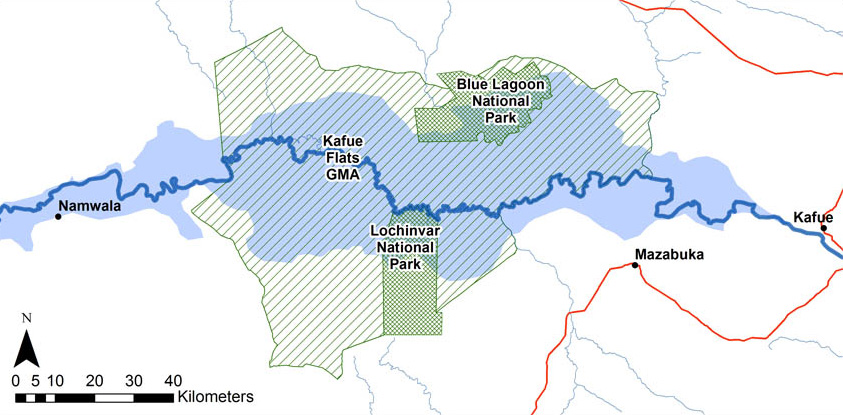
Карта Национального парка

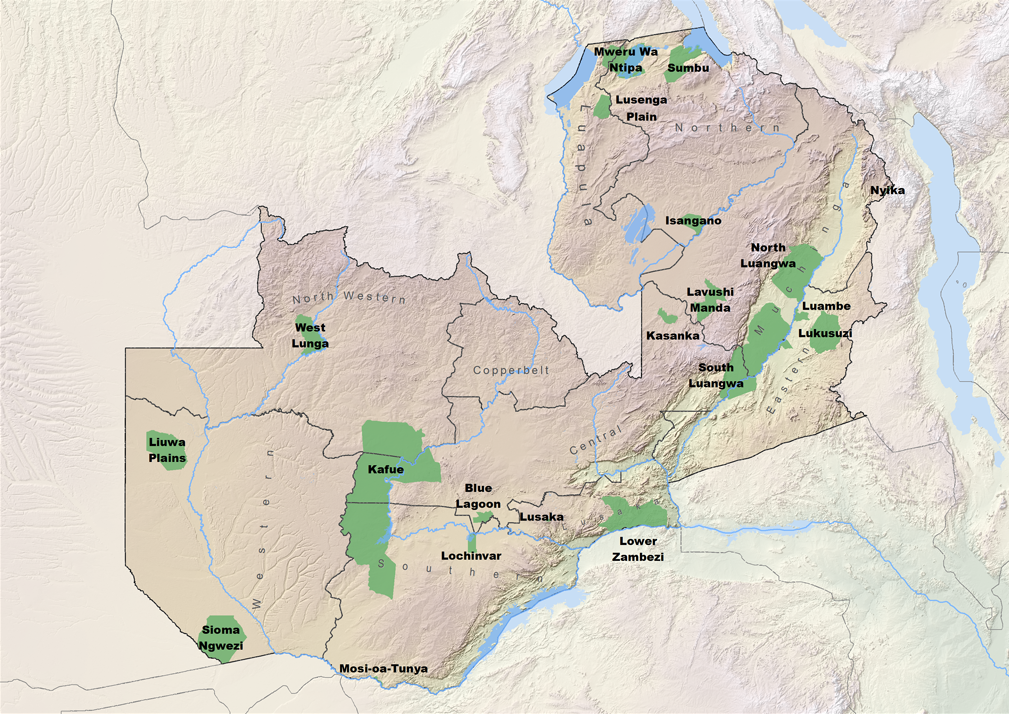
Национальный парк Блe-Лагун на карте Замбии

Первоначально парк был ранчо отставного полковника Британской армии Кричли и позднее выкуплен Департаментом национальных парков. В бывшем доме располагается ресепшн. Возможно проживание в четырёх шале и кемпинге.